# 希尔茨-毛尔斯巴赫
希尔茨-毛尔斯巴赫是德国莱茵兰-普法尔茨州的一个市镇。总面积6.14平方公里，总人口319人，其中男性155人，女性164人（2011年12月31日），人口密度52人/平方公里。